# Luigi Bechi
Luigi Bechi (Firenze, marzo 1830 – Firenze, 19 novembre 1919) è stato un pittore italiano.

## Biografia
Formatosi all'Accademia di belle arti di Firenze, alla scuola di Enrico Pollastrini e di Giuseppe Bezzuoli - con Giovanni Fattori, Giuseppe Bellucci e il forlivese Annibale Gatti. Bechi è un pittore di genere, caratterizzato dal minuzioso, preciso, attento realismo che sfiora il manierismo. Era solito dipingere con cura, su tavoletta, i particolari dei suoi dipinti, prima di trasferirli sulla tela.
Le opere Susanna e i vecchi, Michelangelo che veglia il servo Urbino morente e Agar furono presentate alla Esposizione Nazionale del 1861, che ebbe luogo a Firenze.
Per lo stile Bechi rimase esterno, rispetto al gruppo dei Macchiaioli, anche se li conobbe e li frequentò. Nel 1870 ottenne la cattedra all'Accademia di belle arti di Firenze. La sua tela Il Marchese Fadini salva la vita al colonnello De Sonnaz a Montebello (1859–1862, 174×232 cm) si trova alla Galleria d'arte moderna di Firenze che è a Palazzo Pitti e Contadina con un vaso è al Museo del Prado
Ardente patriota, si è arruolato nel 1859 nell'esercito piemontese e ha combattuto contro gli Austriaci. Nella campagna del 1866 era tra i volontari garibaldini e cadde prigioniero a Bezzecca. 

I colori della bandiera italiana si ritrovano negli orli o in particolari delle vesti delle sue contadinelle. Realizzava accuratamente ogni dettaglio degli abiti, della stanza, del paesaggio. L'influenza dei Macchiaioli si ferma tuttavia ai soggetti e non va mai in profondità.
Artista amato soprattutto dai collezionisti inglesi e tedeschi, in Italia è tornato recentemente alla ribalta.

### Alcune sue opere

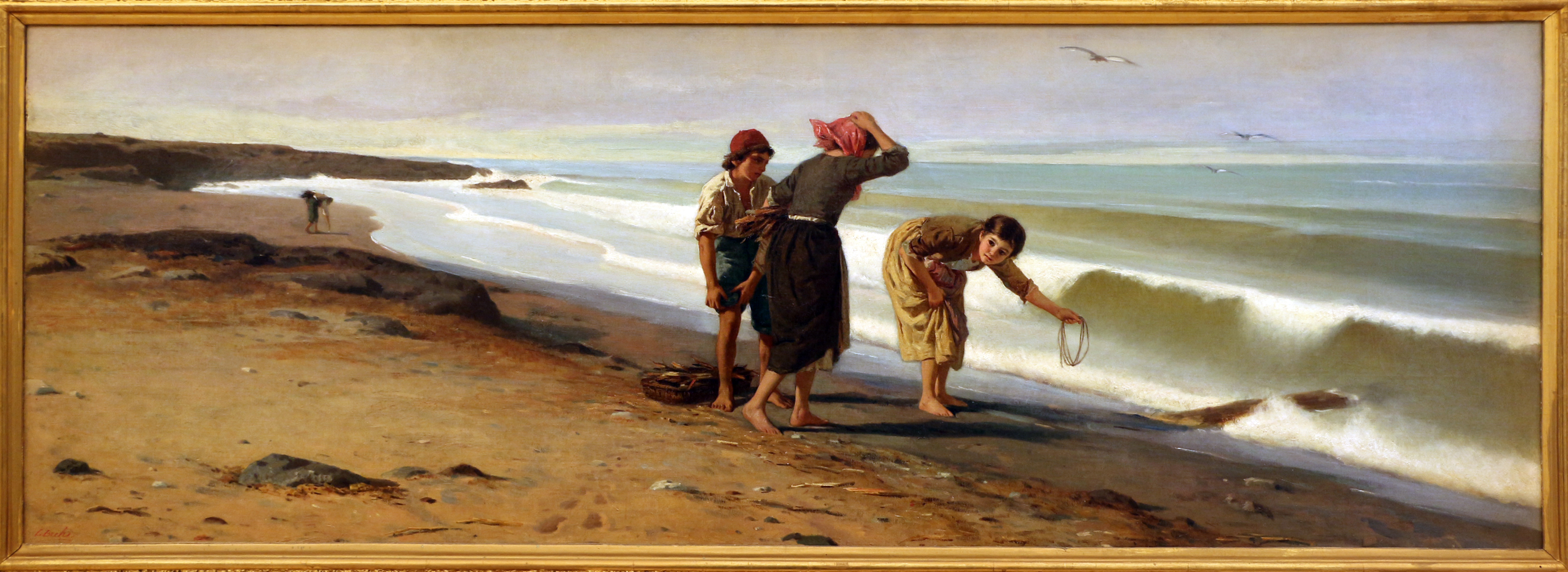
Dopo la burrasca, 1865

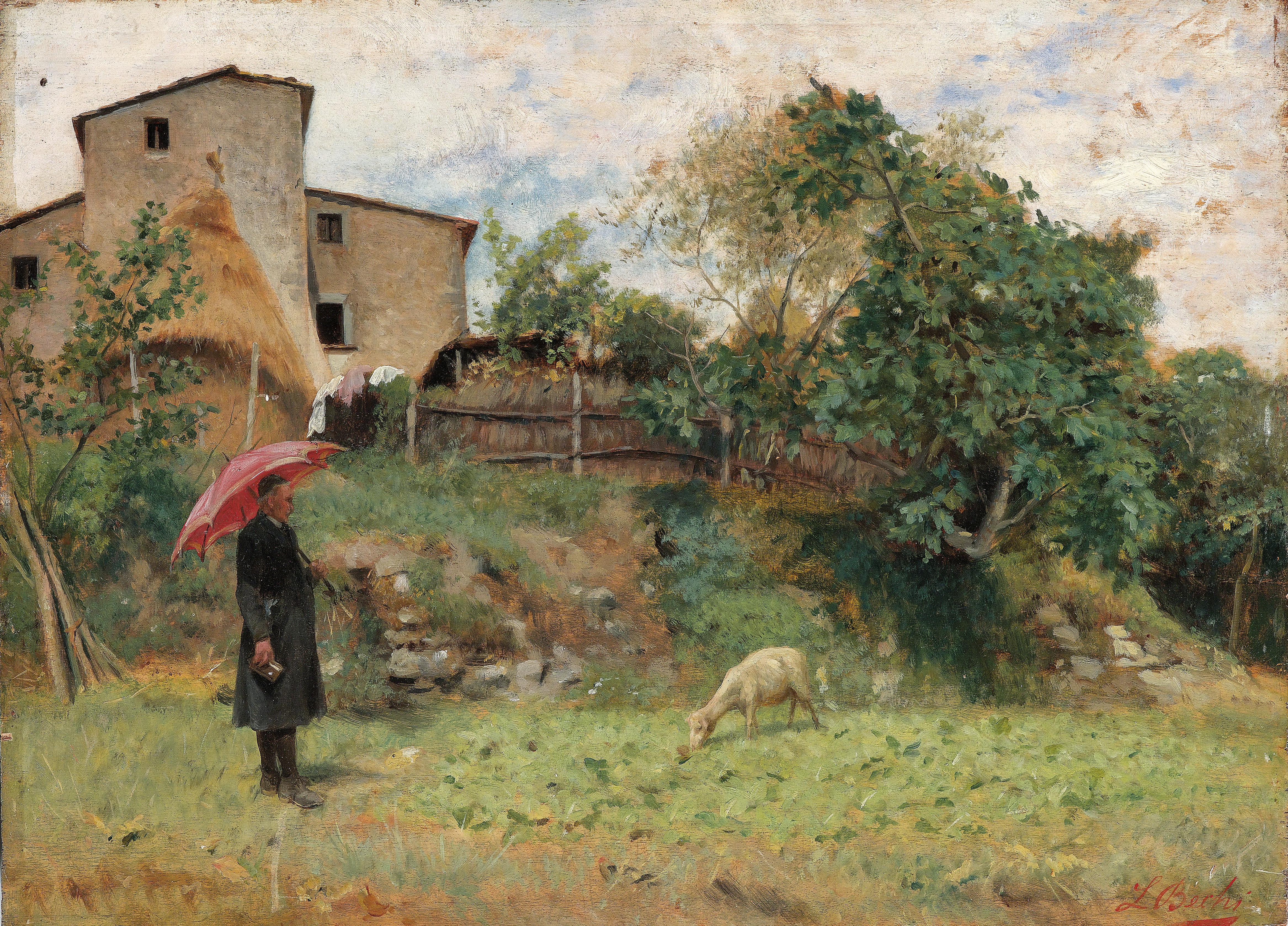
Contemplazione della pecorella

- Campagna d'autunno, 1870-1875, bozzetto, olio su tavola, 31x43
- Casolare, olio su tavola, 17x22,5, olio su tavola, bozzetto per La visita
- La visita, olio su tavola, 18,5x24, bozzetto
- Due piccoli ciociari
- Il parroco legge la lettera
- Affetto fra due sorelle
- Pastorale
- Il cacciatore
- Corteggiamento